# Тимменроде
Тимменроде (нем. Timmenrode) — община в Германии, в земле Саксония-Анхальт. 
Входит в состав района Вернигероде. Подчиняется управлению Бланкенбург.  Население составляет 1068 человек (на 31 декабря 2006 года). Занимает площадь 6,28 км².